# Kühtai

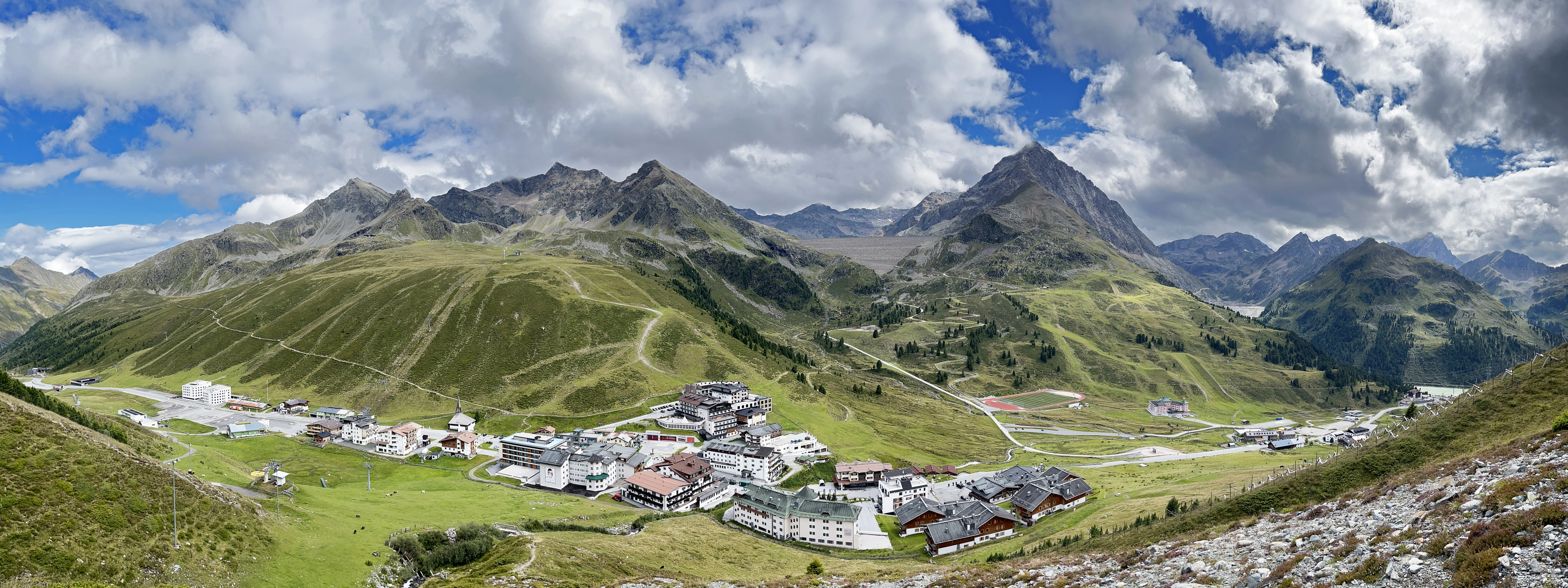
Kühtai. Juillet 2025.

Kuhtai est une station de ski située en Autriche, dans les Alpes de Stubai au Tyrol. Elle fait partie de la commune de Silz à plus de 2 000 mètres d'altitude. 
Elle a accueilli des épreuves de la Coupe du monde de ski alpin en 2014.